# Euphlyctis
Genre
Synonymes
- Phrynoderma Fitzinger, 1843
- Dicroglossus Günther, 1860

Euphlyctis est un genre d'amphibiens de la famille des Dicroglossidae.

## Répartition
Les huit espèces de ce genre se rencontrent dans le sud de l'Asie.

## Liste des espèces
Selon Amphibian Species of the World (10 juin 2017) :
- Euphlyctis aloysii Joshy, Alam, Kurabayashi, Sumida, & Kuramoto, 2009
- Euphlyctis cyanophlyctis (Schneider, 1799)
- Euphlyctis ehrenbergii (Peters, 1863)
- Euphlyctis ghoshi (Chanda, 1991)
- Euphlyctis hexadactylus (Lesson, 1834)
- Euphlyctis kalasgramensis Howlader, Nair, Gopalan, & Merilä, 2015
- Euphlyctis karaavali Priti, Naik, Seshadri, Singal, Vidisha, Ravikanth, & Gururaja, 2016
- Euphlyctis mudigere Joshy, Alam, Kurabayashi, Sumida, & Kuramoto, 2009

## Publication originale
- Fitzinger, 1843 : Systema Reptilium, fasciculus primus, Amblyglossae. Braumüller et Seidel, Wien, p. 1-106 (texte intégral).